# صوفيا بيكاتورو
صوفيا بيكاتورو، (باليونانية: Σοφία Μπεκατώρου)‏، بطلة في رياضة الإبحار من اليونان، ولدت في 26 كانون الأول (ديسمبر) 1977 في أثينا.
شاركت في أكثر من 470 فعالية رئيسية بما فيها سباق الإبحار في الألعاب الأولمبية الصيفية 2004 حيث فازت بالميدالية الذهبية في سباق الزوارق الصغيرة مزدوجة اليدين للسيدات مع زميلتها إيميليا تسولفا. بعد تعافيها من إصابة خطيرة في الظهر، عادت للمنافسات وحصلت على ميدالية برونزية في السفينة المسطحة في الألعاب الأولمبية الصيفية 2008

## وصلات خارجية
- صوفيا بيكاتورو على موقع الاتحاد الدولي للملاحة الشراعية (موقع جديد) (الإنجليزية)
- صوفيا بيكاتورو على موقع الاتحاد الدولي للملاحة الشراعية (موقع قديم) (الإنجليزية)
- صوفيا بيكاتورو على موقع اللجنة الأولمبية الدولية (الإنجليزية)
- صوفيا بيكاتورو على موقع أوليمبيديا (الإنجليزية)

- الموقع الرسمي
- قالب:World Sailing profile